# Deichmann SE

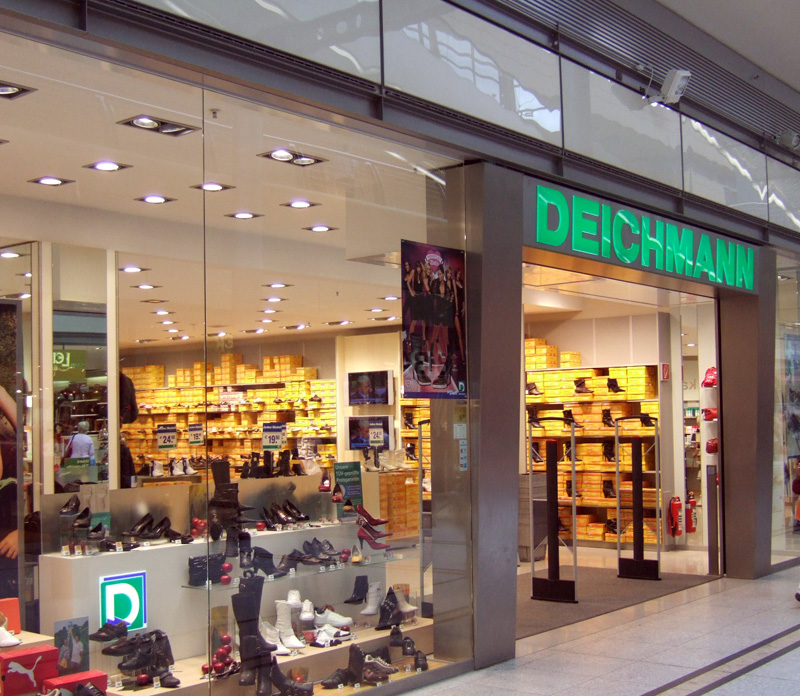
Deichmann-Filiale a Potsdam

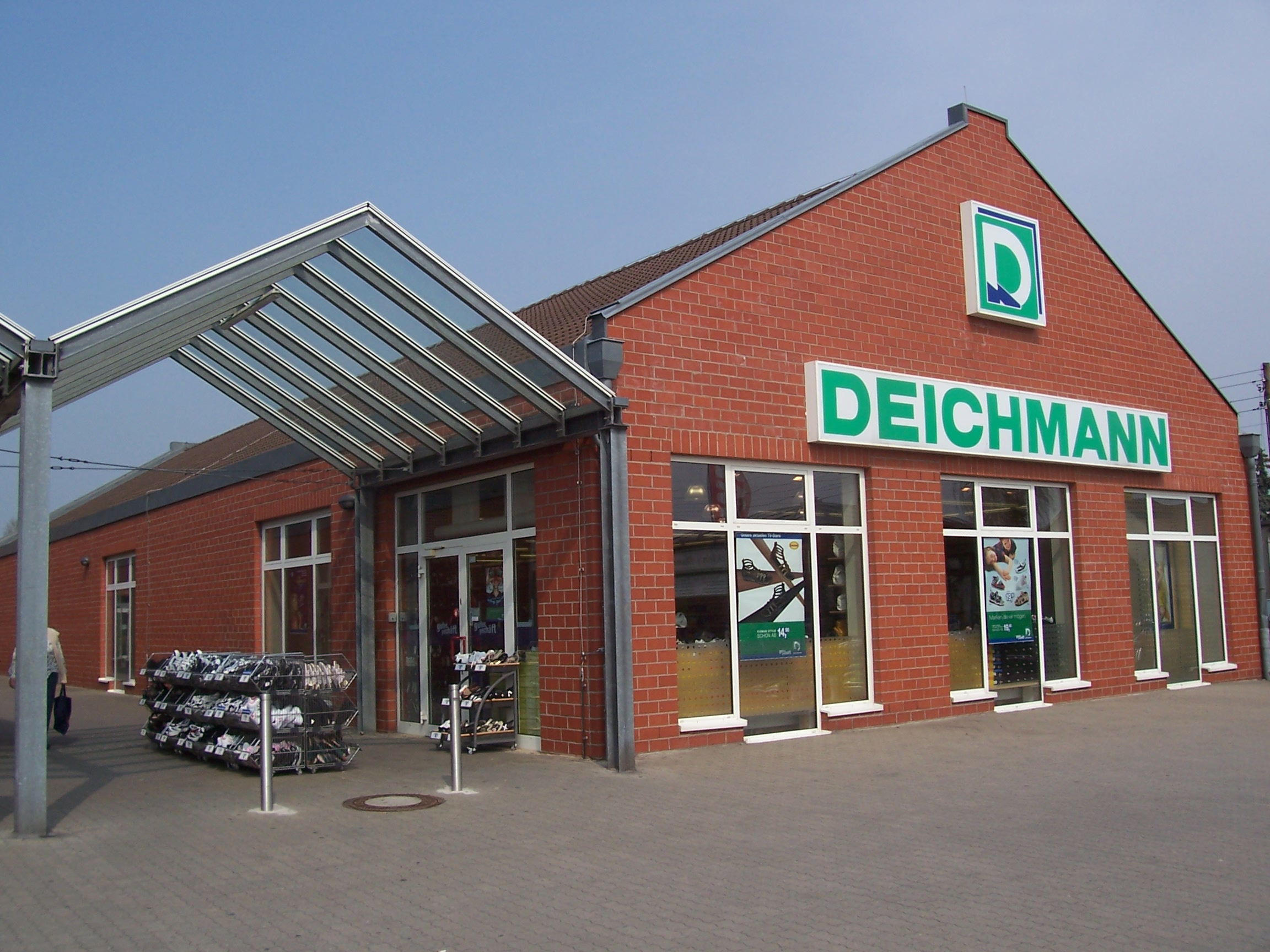
Deichmann-Filiale a Eilenburg

Deichmann è la catena di negozi di calzature più grande d'Europa, con sede a Essen, in Germania.

## Struttura
Deichmann SE è una impresa di famiglia al 100% di proprietà dei Deichmann. Al Gruppo appartengono ROLAND SE e MyShoes SE. In Svizzera prende il nome di Dosenbach mentre in Olanda quello di van Haren. Dal 2008 Deichmann è presente anche in Italia con Deichmann Calzature S.r.l.

## Storia
Heinrich Deichmann apre nel 1913 all'età di 25 anni in  Johannes-Brokamp-Straße a Borbeck, l’odierna città di Essen l’attività di calzolaio col nome di  “Schuhreparatur Elektra“. Subito dopo inizia un'espansione nella Regione della Ruhr, che si stabilizza quando i redditi salgono e le persone sentono meno la necessità di riparare le scarpe, preferendo l’acquisto di nuove calzature. Dopo la Prima Guerra Mondiale, Deichmann con i suoi collaboratori calzolai avvia la prima vera produzione di scarpe. Nel 1936 Heinrich Deichmann apre anche a Borbecker Markt il suo primo grande negozio. Dopo la morte avvenuta nel 1940, la moglie Julie prende il controllo della società.
Dopo la seconda guerra mondiale Deichmann, produce 50.000 paia di scarpe in legno di pioppo e cinturoni per paracadutisti. Avvia anche una borsa per lo scambio di scarpe usate, che presto raggiunge 5.000 clienti. Presto il figlio Heinz-Horst Deichmann entra in azienda e alla fine degli anni'40 viene aperto il primo negozio in Ackerstraße a  Düsseldorf. Il figlio studia teologia e medicina, portando avanti contemporaneamente l'azienda. Nel 1956 inizia la professione medica e la società viene guidata dalle altre quattro sorelle più grandi. Nel 1963 si contano 16 società sul Reno e nella Ruhr. Sotto la guida di Heinz-Horst l'azienda si sviluppa divenendo leader nel mercato del commercio di scarpe. Da Deichmann nasce l'idea del negozio con concetto rack room in Germania, dove le scarpe messe su scaffali nelle loro scatole possono essere provate liberamente.

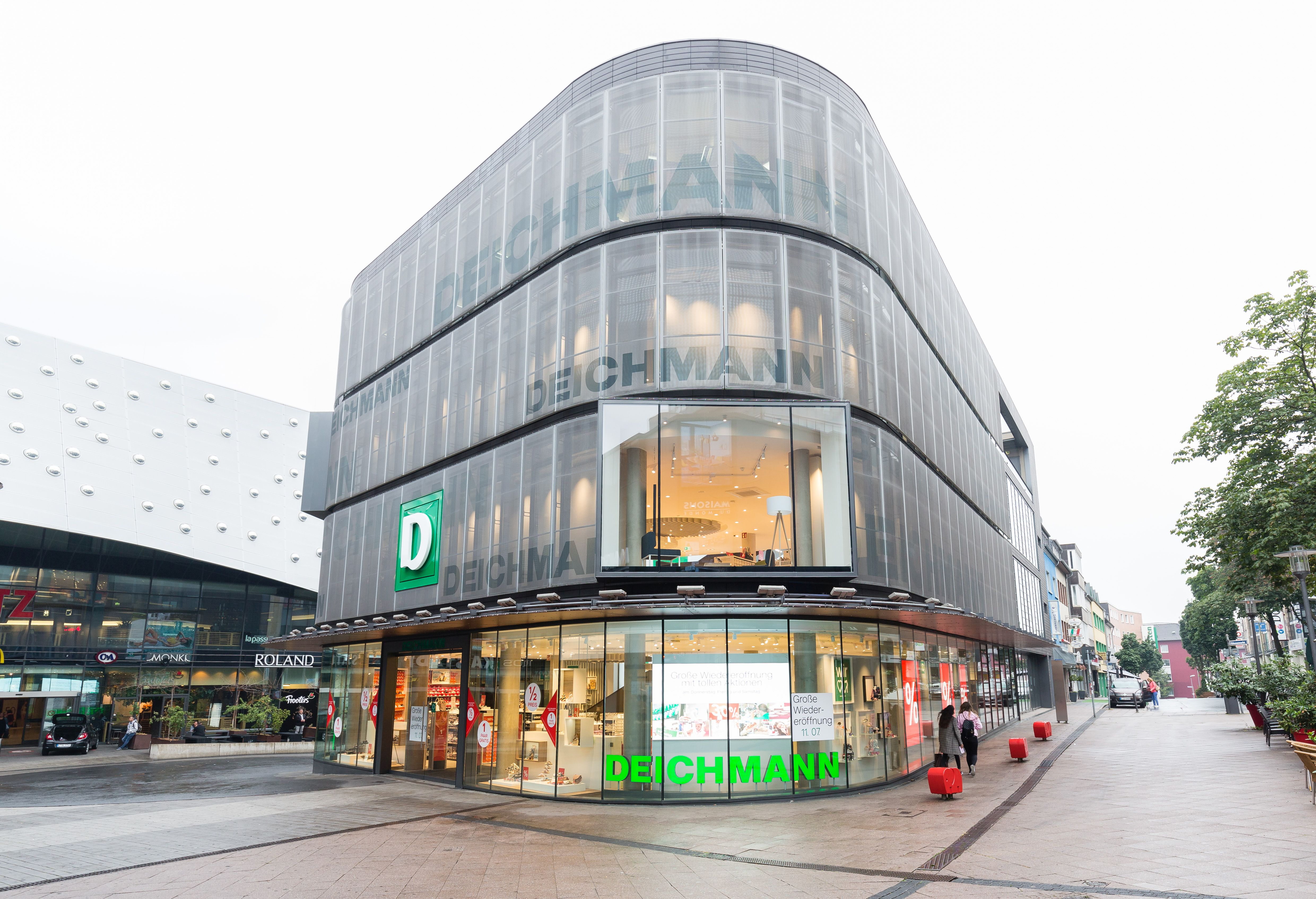
Filiale Deichmann a Essen, Germania

Nel 1973 in Svizzera viene aperta la catena Dosenbach mentre nel 1992 la catena sportiva Ochsner ovvero Dosenbach-Ochsner. Ancora oggi le filiali svizzere hanno questo nome. Nel 2015 vengono aperte due filiali Ochsner in Germania, a Nuova Ulma e Ludwigsburg. Nel 1984 vengono aperti negozi negli USA, nel 1985 nei Paesi Bassi, 1992 in Austria e nel 1997 in Polonia. Nel 1999 viene posto alla guida della società Heinrich Otto Deichmann. Nel 2001 vengono aperte filiali in Ungheria e Regno Unito. Nel 2003 in Danimarca e Repubblica Ceca, nel 2004 in Slovacchia, nel 2006 in Slovenia e Turchia, nel 2007 in Romania e nel 2009 in Bulgaria. Nel 2006 apre la millesima filiale in Germania. Il 1º gennaio 2010 la società diventa società europea..
Nel 2000 inizia l'era del commercio elettronico per la società, con 29 Onlineshop.

## Posizione nel mercato
Nell'esercizio finanziario 2019, il Gruppo Deichmann ha venduto circa 183 milioni di paia di scarpe in tutto il mondo, di cui circa il 40% in Germania. Al 31 dicembre 2019, Deichmann vantava un organico di circa 43.000 dipendenti in 30 Paesi In tutto il mondo il Gruppo, nel 2019, ha operato con 4.205 filiali e 40 negozi online.
In Italia Deichmann vende le proprie calzature in 71 filiali (al 31 dicembre 2020) e tramite l’eShop. Qui vengono vendute ogni anno circa 3,5 milioni di paia di scarpe. In Italia l'azienda conta circa 600 dipendenti. Deichmann produce le sue scarpe in 40 Paesi diversi, in particolare in Asia e Europa dell'est.
Nel maggio 2005 Deichmann compra “Gallus“ e “Elefanten“. La prima fu fondata da Heinrich Vogels nel 1880 e fu operativa fino al 1997 a Dülken. Elefanten (Kleve) venne chiusa nel 2004 dall'inglese Clarks.

## Attività sociali
"L'azienda deve porsi al servizio della persona." Questa è la missione aziendale di Deichmann. Una parte dei profitti, pertanto, da tanti anni viene investita nell’impegno sociale. Deichmann promuove, finanzia e sviluppa numerosi progetti, in Europa, Asia e Africa, nel campo della salute e dell’istruzione, nel sociale e per fornire aiuti e mezzi di soccorso alle popolazioni bisognose o colpite da catastrofi naturali. Questo impegno viene portato avanti attraverso l’organizzazione assistenziale caritativa dell’azienda Wort und Tat  o alla Fondazione Deichmann e tramite collaborazioni consolidate con organizzazioni partner. In Italia, ad esempio, Deichmann sostiene i progetti Scarpetta rossa.

### Fondazione Deichmann
Deichmann promuove i giovani e l'istruzione con l'iniziativa Heinrich Deichmann "Förderpreis gegen Jugendarbeitslosigkeit“.
100.000 Euro è la dote del Förderpreis per tre categorie:
- Promozione di iniziative per la professione nell'azienda
- Promozione di iniziative pubbliche nella società
- Promozione di iniziative nella scuola

### Fondazione "Wort und Tat"
Nel 1977 Heinz-Horst Deichmann fonda la Stiftung "Wort und Tat“. La fondazione è attiva in India, Tanzania, Moldavia, Grecia e Germania.

### COORDOWN
DEICHMANN da molti anni sostiene Coordown (Coordinamento Nazionale Associazioni delle persone con sindrome di Down) anche attraverso un progetto di integrazione nel mondo del lavoro, grazie al quale ragazzi e ragazze con sindrome di Down possono avere l‘ opportunità di essere collocati in maniera stabile presso l’azienda.